# 1789
| [ Edytuj tabelę ]              | |
| Król Polski                    | - 1764 Stanisław August Poniatowski 1795                                                                                              |
| Emir Afganistanu               | - 1772 Timur Szah Durrani 1793 |
| Współksiążęta Andory           | - 1785 Josep de Boltas 1795 - 1774 Ludwik XVI 1792                                                                                    |
| Elektor Bawarii                | - 1777 Karol Teodor 1799 |
| Sułtan Brunei                  | - 1762 Omar Ali Saifuddin I 1795 |
| Cesarz Chin                    | - 1735 Qianlong 1796 |
| Król Czech                     | - 1780 Józef II Habsburg 1790 |
| Król Danii                     | - 1766 Chrystian VII 1808 |
| Dalajlama                      | - 1758 Jamphel Gjaco 1804 |
| Król Francji                   | - 1774 Ludwik XVI 1792 |
| Król Gruzji                    | - 1762 Herakliusz II 1798 |
| Król Hiszpanii                 | - 1788 Karol IV 1808 |
| Stadhouder Holandii            | - 1751 Wilhelm V Orański 1795 |
| Szach Iranu                    | - 1785 Dżafar Chan 1789 - 1789 Lotf Ali Chan 1794                                                                                     |
| Państwo Wielkich Mogołów       | - 1759 Shah Alam II 1806 |
| Król Irlandii                  | - 1760 Jerzy III Hanowerski 1820 |
| Cesarz Japonii                 | - 1779 Kōkaku 1817 |
| Kalif                          | - 1773 Abdülhamid I 1789 - 1789 Selim III 1807                                                                                        |
| Patriarcha Konstantynopola     | - 1785 Prokopiusz I 1789 - 1789 Neofit VII 1794                                                                                       |
| Władca Korei                   | - 1776 Chŏngjo 1800 |
| Książę Kurlandii i Semigalii   | - 1769 Piotr Biron 1795 |
| Emir Kuwejtu                   | - 1762 Abd Allah I 1814 |
| Książę Liechtensteinu          | - 1781 Alojzy I 1805 |
| Sułtan Maroka                  | - 1757 Muhammad III 1790 |
| Książę Monako                  | - 1733 Honoriusz III 1793 |
| Król Nawarry                   | - 1774 Ludwik XVI 1791 |
| Król Nepalu                    | - 1777 Rana Bahadur 1799 |
| Król Norwegii                  | - 1784 Fryderyk VI 1814 |
| Sułtan Omanu                   | - 1786 Hamid ibn Sa’id 1792 |
| Elektor Palatynatu             | - 1742 Karol IV Teodor 1799 |
| Papież                         | - 1775 Pius VI 1799 |
| Książę Parmy i Piacenzy        | - 1765 Ferdynand 1802 |
| Król Portugalii                | - 1777 Maria I 1816 |
| Król Prus                      | - 1786 Fryderyk Wilhelm II 1797 |
| Car Rosji                      | - 1762 Katarzyna II Wielka 1796 |
| Cesarz Rzymski (niemiecki)     | - 1765 Józef II Habsburg 1790 |
| Kapitanowie Regenci San Marino | - 1788 Francesco Begni Filippo Fazzini 1789 - 1789 Giuliano Belluzzi Silvestro Masi 1789 - 1789 Marino Giangi Francesco Belzoppi 1790 |
| Elektor Saksonii               | - 1763 Fryderyk August III 1806 |
| Król Sardynii                  | - 1773 Wiktor Amadeusz III 1796 |
| Król Szwecji                   | - 1771 Gustaw III 1792 |
| Król Tajlandii                 | - 1782 Buddha Yodfa Chulalok 1809 |
| Sułtan Turków                  | - 1774 Abdülhamid I 1789 - 1789 Selim III 1807                                                                                        |
| Prezydent USA                  | - 1789 George Washington 1797 |
| Doża Wenecji                   | - 1779 Paolo Renier 1789 - 1789 Ludovico Manin 1797                                                                                   |
| Król Węgier                    | - 1780 Józef II 1790 |
| Monarcha Wielkiej Brytanii     | - 1760 Jerzy III 1820 |
| Premier Wielkiej Brytanii      | - 1783 William Pitt Młodszy 1801 |
| Cesarz Wietnamu                | - 1788 Quang Trung 1792 |

Rok 1789 / MDCCLXXXIX
stulecia: XVII wiek ~
XVIII wiek ~
XIX wiek

lata: 1779 «
1784 «
1785 «
1786 «
1787 «
1788 «
1789
» 1790
» 1791
» 1792
» 1793
» 1794
» 1799

## Wydarzenia w Polsce
- 11 stycznia – Kazimierz Nestor Sapieha został wielkim mistrzem loży masońskiej Wielkiego Wschodu Narodowego Polski.
- 19 stycznia – Sejm Czteroletni zniósł Radę Nieustającą.
- Kwiecień – uchwalono podatek wieczystą ofiarę.
- 5 maja – wybuchł największy pożar w historii Cieszyna.
- 10 maja – z ogrodu Foksal w Warszawie w obecności króla Stanisława Augusta Poniatowskiego, wystartował aerostat pilotowany przez Francuza Jeana Pierre’a Blancharda, który wzniósł się na wysokość 2000 m, a po 45 min wylądował w Białołęce. Był to pierwszy lot załogowy balonem w Polsce.
- 27 maja – Francuz Jean-Pierre Blanchard odbył na trasie Wrocław – Marcinowo koło Trzebnicy drugi nad terytorium dzisiejszej Polski załogowy lot balonem (17 dni po swym pierwszym locie nad Warszawą).
- 22 czerwca – Sejm Czteroletni uchwalił przeprowadzenie pierwszego w Polsce spisu statystycznego.
- 27 czerwca – na mocy uchwały Sejmu Wielkiego majątki ziemskie biskupów krakowskich zostały przejęte na rzecz skarbu państwa polskiego[1].
- 24 lipca - uchwalenie ustawy „Fundusz dla wojska” z dochodem z księstwa siewierskiego latyfundium należącym do kleru polskiego, któremu przyznano odszkodowanie w postaci 100 000 złotych rocznie[2].
- 7 września – Sejm Czteroletni wyłonił Deputację do Formy Rządu, kierowaną przez biskupa kamienieckiego Adama Stanisława Krasińskiego, do zadań której należało opracowanie projektu zmiany ustroju Rzeczypospolitej.
- 27 listopada – z inicjatywy prezydenta miasta Jana Dekerta w Warszawie spotkali się prezydenci 141 miast królewskich Rzeczypospolitej.
- 2 grudnia – czarna procesja – w trakcie trwania Sejmu Czteroletniego ubrani na czarno mieszczanie, delegaci miast królewskich, w złożonym królowi memoriale zażądali m.in. dopuszczenia mieszczan do posiedzeń sejmowych i prawa do nabywania przez nich dóbr ziemskich.
- 10 grudnia – na posiedzeniu Sejmu odczytano list króla Prus Fryderyka Wilhelma II, w którym obiecywał on zawarcie sojuszu z Rzecząpospolitą pod warunkiem przeprowadzenia reform ustrojowych i wzmocnienia władzy wykonawczej w państwie.
- Sekularyzacja księstwa siewierskiego.
- Patent tolerancyjny cesarza Józefa II dla Żydów galicyjskich.
- Sejm Wielki postanowił, że Komisja Skarbowa po przejęciu majątków ziemskich biskupów będzie im wypłacała z kasy państwa po 100 000 złotych rocznie a prymasowi 200 000 złotych[3].

## Wydarzenia na świecie
- 24 stycznia – we Francji zwołano pierwsze od 1614 roku Stany Generalne.
- 4 lutego – pierwsze wybory prezydenckie w Stanach Zjednoczonych Ameryki, zwyciężył w nich George Washington.
- 26 lutego – padł angielski ogier-reproduktor Eclipse; przodek 80% obecnie żyjących koni wyścigowych.
- 4 marca:
  - odbyło się pierwsze posiedzenie Senatu Stanów Zjednoczonych.
  - odbyło się pierwsze posiedzenie Kongresu Stanów Zjednoczonych.
  - weszła w życie Konstytucja Stanów Zjednoczonych.
- 9 marca – Ludovico Manin został ostatnim dożą Wenecji.
- 7 kwietnia – Selim III został sułtanem Imperium osmańskiego (do 1807).
- 21 kwietnia – John Adams został zaprzysiężony na pierwszego wiceprezydenta USA (na 9 dni przed zaprzysiężeniem pierwszego prezydenta George’a Washingtona).
- 28 kwietnia – w pobliżu archipelagu Wysp Przyjacielskich (Tonga) doszło do buntu załogi brytyjskiego okrętu HMS „Bounty”. Kapitana Williama Bilgha i 18 wiernych mu marynarzy pozostawiono w szalupie, którą rozpoczęli rejs na wyspę Timor.
- 30 kwietnia – uroczysta inauguracja prezydentury George’a Washingtona, pierwszego prezydenta Stanów Zjednoczonych Ameryki.
- 5 maja – Francja: Ludwik XVI otworzył Stany Generalne, zwołane po raz pierwszy od 175 lat. Stan trzeci wezwał stan pierwszy (kler) i stan drugi (szlachtę) na wspólne obrady. Wezwanie zostało spełnione jedynie przez część niższego duchowieństwa.
- 1 czerwca – wojna rosyjsko-szwedzka: szwedzka fregata „Venus” została zaatakowana i zdobyta w Christiansfjordzie przez załogę 24-działowego kutra „Mierkurij” i następnie wcielona do rosyjskiej Floty Bałtyckiej.
- 5 czerwca – Francja: zwołanie do Wersalu parlamentu przez Ludwika XVI.
- 8 czerwca – James Madison przedstawił w Izbie Reprezentantów Stanów Zjednoczonych listę dziesięciu poprawek do Konstytucji Stanów Zjednoczonych, znanych pod nazwą Bill of Rights.
- 14 czerwca – kapitan William Bligh i wierni mu członkowie załogi okrętu HMS „Bounty”, wysadzeni z niego na szalupę przez buntowników, dopłynęli po 48 dniach na holenderską wyspę Timor.
- 17 czerwca – Francja: stan trzeci ogłosił się przedstawicielem całego narodu francuskiego i przyjął nazwę Zgromadzenia Narodowego.
- 20 czerwca – deputowani stanu trzeciego francuskich Stanów Generalnych, po niewpuszczeniu ich na dotychczasową salę obrad, udali się do sali do gry w piłkę w Wersalu, gdzie złożyli przysięgę w nowo powołanej konstytuancie.
- 9 lipca – Francja: trzy stany połączyły się przyjmując nazwę Zgromadzenia Ustawodawczego (Konstytuanty).
- 14 lipca – Rewolucja francuska: lud paryski zdobył Bastylię – z tej okazji 14 lipca został później ogłoszony świętem narodowym Francji.
- 20 lipca-6 sierpnia – powstanie chłopskie we Francji (Wielka Trwoga, Grande peur).
- 21 lipca – VI wojna rosyjsko-turecka: zwycięstwo wojsk rosyjsko-austriackich w bitwie pod Fokszanami.
- 26 lipca – wojna rosyjsko-szwedzka: nierozstrzygnięta bitwa morska pod Olandią.
- 27 lipca – utworzono Departament Stanu USA.
- 5 sierpnia – Francja: Zgromadzenie Ustawodawcze przyjęło ustawę, która stanowiła równość obywateli wobec prawa, zniosła przywileje stanowe, resztki poddaństwa osobistego chłopów, obowiązek płacenia dziesięciny.
- 7 sierpnia – utworzono Departament Wojny Stanów Zjednoczonych.
- 25 sierpnia – uchwalono dziesięć pierwszych poprawek do Konstytucji Stanów Zjednoczonych Ameryki.
- 26 sierpnia – we Francji ogłoszono Deklarację Praw Człowieka i Obywatela.
- 28 sierpnia – niemiecki astronom William Herschel odkrył księżyc Saturna Enceladusa.
- 2 września – powołano Departament Skarbu Stanów Zjednoczonych.
- 12 września – Henry Knox został pierwszym sekretarzem wojny Stanów Zjednoczonych.
- 17 września – William Herschel odkrył księżyc Saturna Mimasa.
- 22 września – VI wojna rosyjsko-turecka: zwycięstwo wojsk rosyjsko-austriackich w bitwie nad Rymnikiem.
- 24 września – Kongres Stanów Zjednoczonych uchwalił Ustawę Sądowniczą.
- 25 września – Karta Praw Stanów Zjednoczonych zatwierdzona przez Amerykański Kongres.
- 26 września – Thomas Jefferson został nominowany na pierwszego sekretarza stanu Stanów Zjednoczonych.
- 6 października – Francja: rodzina królewska została zmuszona przez francuskich rewolucjonistów do opuszczenia Wersalu.
- 2 listopada – upaństwowienie dóbr kościelnych we Francji.
- 6 listopada – John Carroll został powołany na pierwszego amerykańskiego biskupa (w Baltimore).
- 20 listopada – New Jersey jako pierwszy amerykański stan ratyfikowało Kartę Praw.
- 21 listopada – USA: Karolina Północna jako 12 stan dołączyła do Unii.
- 23 listopada – w USA ustanowiono Święto Dziękczynienia.
- 11 grudnia – został założony Uniwersytet Karoliny Północnej.
- 19 grudnia – francuska Konstytuanta uchwaliła wprowadzenie asygnat.
- 22 grudnia – w wyniku reformy administracyjnej we Francji prowincje zostały zastąpione przez departamenty.

## Urodzili się
- 13 stycznia – Ignacy Hilary Ledóchowski, generał brygady (zm. 1870)
- 17 stycznia – Maria Domenica Brun Barbantini, włoska zakonnica, założycielka Sióstr Służących Chorym św. Kamila, błogosławiona katolicka (zm. 1868)
- 22 stycznia – Łukasz Passi, włoski ksiądz, błogosławiony katolicki (zm. 1866)
- 26 lutego - Juliusz Brincken, polski leśnik pochodzenia niemieckiego (zm. 1846)
- 16 marca – Georg Ohm, niemiecki matematyk, twórca prawa opisującego związek pomiędzy natężeniem prądu elektrycznego a napięciem elektrycznym (zm. 1854)
- 17 marca
  - Wincenty Buczyński, polski jezuita, teolog, filozof, krytyk literacki (zm. 1853)
  - Edmund Kean, brytyjski aktor (zm. 1833)
- 10 kwietnia - Amalia Luiza Arenberg, księżna bawarska (zm. 1823)
- 10 maja – Jared Sparks, amerykański historyk (zm. 1866)
- 20 maja – Marcelin Champagnat, francuski duchowny katolicki, założyciel Braci Szkolnych Marystów, święty (zm. 1840)
- 10 czerwca – Maria od Poczęcia de Batz de Trenquelléon, francuska zakonnica, współzałożycielka marynistek, błogosławiona katolicka (zm. 1828)
- 30 czerwca – Horace Vernet, francuski malarz i grafik (zm. 1863)
- 3 lipca – Johann Friedrich Overbeck, niemiecki malarz i grafik (zm. 1869)
- 6 lipca – Maria Izabela Burbon, druga żona i jedyna królowa-małżonka króla Franciszka I Burbona (zm. 1848)
- 6 sierpnia – Friedrich List, niemiecki ekonomista, twórca niemieckiej ekonomii politycznej, zwolennik protekcjonizmu (zm. 1846)
- 9 sierpnia – Nicolas-Charles Bochsa, francuski harfista i kompozytor (zm. 1856)
- 21 sierpnia – Augustin Louis Cauchy, francuski matematyk (zm. 1857)
- 27 sierpnia – Józef Sachsen-Altenburg, książę Sachsen-Altenburg (zm. 1868)
- 6 września - Augustyn Brzeżański, polski pułkownik, uczestnik powstania listopadowego (zm. 1855)
- 9 września – William Cranch Bond, amerykański astronom (zm. 1859)
- 13 września – Mateusz Eustachy Lubowidzki, wiceprezydent Warszawy, senator Królestwa Kongresowego (zm. 1874)
- 15 września – James Fenimore Cooper, amerykański pisarz, jeden z twórców narodowej literatury amerykańskiej (zm. 1851)
- 28 września
  - Luiza Karolina Hessen-Kassel, księżniczka Hessen-Kassel (zm. 1867)
  - Richard Bright, angielski lekarz, prowadził badania z zakresu anatomopatologii (zm. 1858)
- 29 września – Peter Joseph Lenné, pruski ogrodnik i architekt krajobrazu (zm. 1866)
- 5 października – Leon Przyłuski, arcybiskup poznańsko-gnieźnieński oraz prymas Polski i Litwy (zm. 1865)
- 8 października – William Swainson, angielski ornitolog, zoolog i artysta (zm. 1855)
- 16 października - Leon Dembowski, polski polityk (zm. 1878)
- 30 października – Luiza Charlotta Oldenburg, księżniczka duńska (zm. 1864)
- 14 grudnia – Maria Szymanowska, polska pianistka i kompozytorka (zm. 1831)
- 22 grudnia - Levi Woodbury, amerykański prawnik, polityk, sędzia Sądu Najwyższego Stanów Zjednoczonych (zm. 1851)
- 28 grudnia - Thomas Ewing, amerykański polityk, senator ze stanu Ohio (zm. 1871)

data dzienna nieznana: 
- Anna Kim Chang-gŭm, koreańska męczennica, święta katolicka (zm. 1839)

## Zmarli
- 21 stycznia – Paul d'Holbach, oświeceniowy filozof francuski (ur. 1723)
- 12 lutego – Ethan Allen, przywódca amerykański z czasów wojny o niepodległość Stanów Zjednoczonych (ur. 1738)
- 17 marca – Andrzej Badurski, polski lekarz, profesor Uniwersytetu Jagiellońskiego (ur. 1740)
- 7 kwietnia – Abdülhamid I, sułtan turecki (ur. 1725)
- 3 grudnia – Claude Joseph Vernet, malarz francuski (ur. 1714)
- 23 grudnia – Charles-Michel de L’Épée, francuski ksiądz, pionier nauczania głuchych (ur. 1712)
- data dzienna nieznana: 
  - Jan Jerzy Grabowski, polski generał lejtnant wojsk koronnych (ur. ?)
  - Francisco Palóu, hiszpański franciszkanin, misjonarz (ur. 1723)
  - Marcin Slaski, poseł na Sejm Wielki (ur. ?)

## Święta ruchome
- Tłusty czwartek: 19 lutego
- Ostatki: 24 lutego
- Popielec: 25 lutego
- Niedziela Palmowa: 5 kwietnia
- Wielki Czwartek: 9 kwietnia
- Wielki Piątek: 10 kwietnia
- Wielka Sobota: 11 kwietnia
- Wielkanoc: 12 kwietnia
- Poniedziałek Wielkanocny: 13 kwietnia
- Wniebowstąpienie Pańskie: 21 maja
- Zesłanie Ducha Świętego: 31 maja
- Boże Ciało: 11 czerwca